# شهرستان برقرارلیق

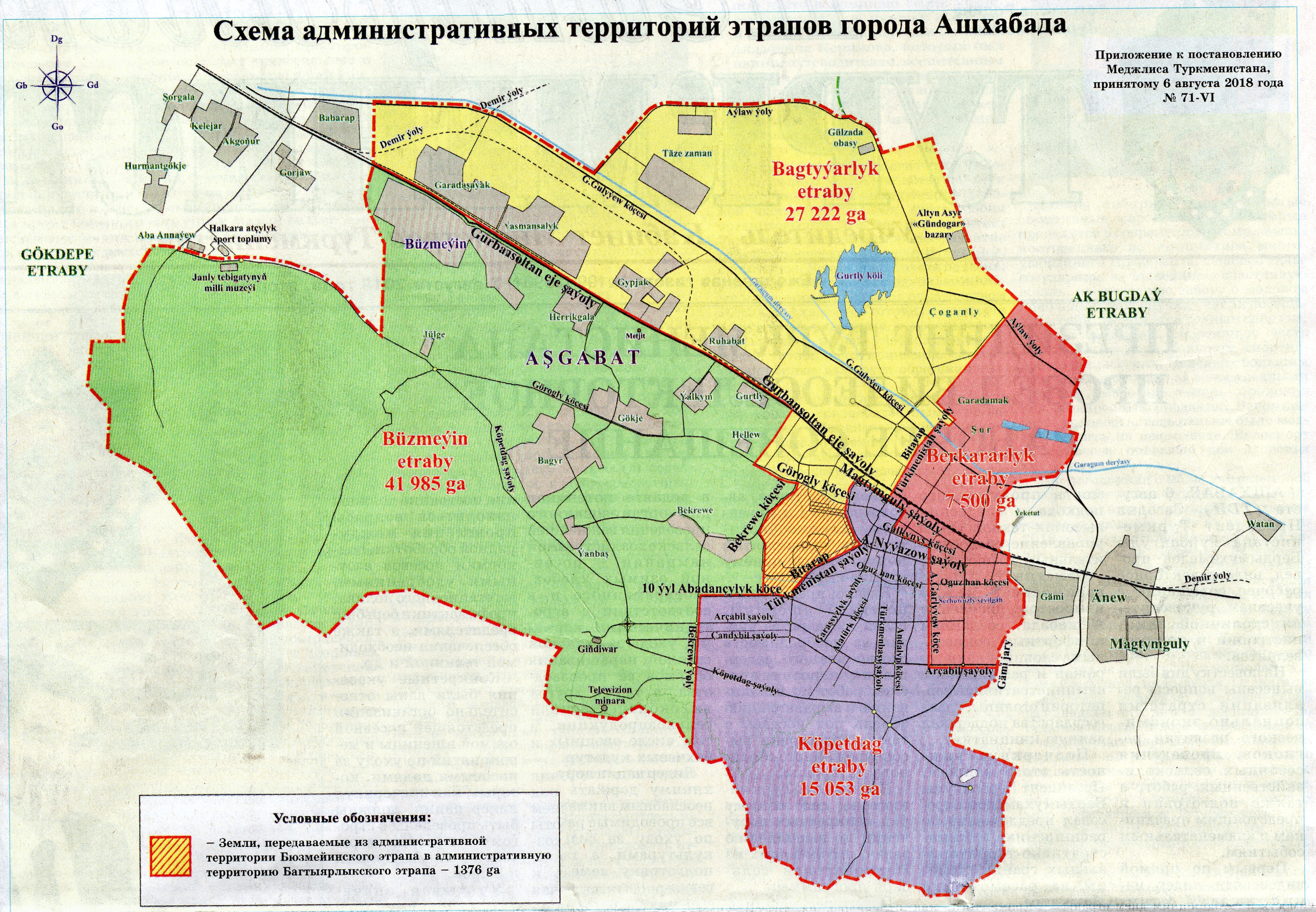
نقشه مناطق شهرداری شهر عشق‌آباد، منطقه برقرارلیقبا رنگ قرمز نشان داده شده است.

شهرستان برقرارلیق (به ترکمنی: Berkararlyk etraby، برقارارلیٛق اطرابیٛ) یک شهرستان در شهر عشق‌آباد، پایتخت ترکمنستان است.